# Davey Boy Smith
David Smith (28 de noviembre de 1962-18 de mayo de 2002) fue un luchador profesional británico. Nacido en Golborne, Lancashire, Smith es conocido por sus apariciones en los Estados Unidos con la World Wrestling Federation bajo los nombres de Davey Boy Smith y The British Bulldog.
Smith fue entrenado por Ted Betley en Winwick, Inglaterra antes de reubicarse en Calgary, Alberta, Canadá para entrenar con Stu Hart. Mientras entrenaba con Hart, Smith conoció a la hija más joven de Stu y Helen Hart, Diana, con quien se casaría en 1984. Tuvo dos hijos, Harry (DH Smith) (nacido el 2 de agosto de 1985) y Georgia (nacida el 26 de septiembre de 1987). Se divorció en el año 2000.

## Carrera
Davey Boy Smith comenzó a participar en ITV's World of Sport cuando tenía 16 años, luchando bajo el nombre de Young David junto a su primo mayor Tom Billington (Dynamite Kid). Fue seleccionado por Bruce Hart en el Reino Unido y viajó a Canadá para luchar para Stu Hart con su primo. Stu Hart y Roy Wood entrenaron a Davey Boy en «Dungeon» y Smith se convirtió en el luchador clave para la promoción de Hart, Stampede Wrestling. Durante este tiempo en Stampede, Smith comenzó un feudo con Dynamite Kid y, el 9 de julio de 1982, Smith ganó su primer título cuando derrotó a Dynamite Kid por el título Stampede British Commonwealth Mid-Heavyweight.
En 1983, Smith debutó en New Japan Pro Wrestling donde se vio envuelto en un feudo con Dynamite Kid y The Cobra (George Takano) por el título NWA Jr. Heavyweight. El 7 de febrero de 1984, se celebróde un torneo three-way, one-night, y Kid ganó el torneo al derrotar a Smith, por cuenta de 10 segundos fuera del ring, y a The Cobra, por cuenta de 3. Tras el torneo, Smith y Kid formaron un equipo en New Japan y Stampede Wrestling llamado los British Bulldogs. En 1984, los Bulldogs hicieron un movimiento chocante al pasar al rival de New Japan, All Japan Pro Wrestling justo antes del inicio del torneo de parejas anual de All Japan. Los Bulldogs realizaron una impresionante exhibición en el torneo, que captó el interés de la World Wrestling Federation.

### World Wrestling Federation (1985–1988)
Los Bulldogs, junto con el cuñado de Smith, Bret Hart, y Jim Neidhart llegaron a la WWF luego de que Vince McMahon comprara Stampede Wrestling. Al inicio los Bulldogs hacían giras con la WWF y All-Japan, pero finalmente McMahon obtuvo los derechos exclusivos de los Bulldogs. Mientras que en la WWF, los Bulldogs comenzaron un largo feudo con Bret Hart y Neidhart, quienes fueron conocidos como la Hart Foundation.
Los Bulldogs también tuvieron un feudo con The Dream Team . En Wrestlemania 2, acompañados de Ozzy Osbourne lograron derrotar a The Dream Team y conseguir el Campeonato Mundial en Parejas de la WWE.
En enero de 1987 perdieron sus títulos frente a Hart Foundation luego de una lesión sufrida por Tom Billington. Al regresar, retomaron su feudo con Hart Foundation, con los que se enfrentaron en Wrestlemania III acompañados de Tito Santana y donde finalmente perdieron. En su retorno, los Bulldogs incorporaron a su equipo a una mascota, un bulldog verdadero al que llamaron «Matilda», que estuvo presente en enfrentamientos memorables con The Islanders, Demolition y Rougeau Brothers.
Luego de Survivor Series 1988, los Bulldogs abandonaron WWF por una serie de altercados violentos en los que estuvieron involucrados Dynamite Kid y Jacques Rougeau.

### Stampede Wrestling and All Japan Pro Wrestling (1988-1990)
En diciembre de 1988 los bulldogs regresaron a Stampede Wrestling y a All Japan Pro Wrestling. Los funcionarios de Stampede Wrestling confiaban en que el regreso de los Bulldogs les ayudaría a conseguir más éxito, pero no fue así. Finalmente se decidió separarlos, lo que trajo problemas al propietario de All Japan que insistía en mantenerlos como equipo.
El 4 de julio de 1989, Smith y otros luchadores entre los que se encontraban Chris Benoit y Ross Hart estuvieron involucados en un accidente automovilístico. Davey no llevaba puesto el cinturón de seguridad y necesitó 135 puntos de sutura en la cabeza, al golpearse en el parabrisas y ser arrojado a 25 pies del pavimento, pero se recuperó y continuó el trabajo en equipo junto a su primo. Se enfrentaron a todas las parejas de Japón como Joe y Dean Malenko, Kenta Kobashi y Tsuyoshi Kikuchi, y The Nasty Boys. Problemas personales comenzaron entre Smith y Billington, por lo que Smith dejó Japón y regresó a la WWF.

### World Wrestling Federation (1990-1992)
Smith regresó con el mismo personaje del Bulldog original, pero esta vez en forma individual bajo el nombre de The British Bulldog. En los próximos dos años el Bulldog se enfrentó a luchadores como The Warlord y Mr. Perfect. Smith se convirtió en un luchador bastante popular en los Estados Unidos, pero también fue una gran atracción para los fanes del Reino Unido, lo que hizo que fuera un hit dentro de la empresa. Por lo mismo, en marzo de 1991 pudo vencer a The Warlord en London Arena y vencer a 20 hombres en una Battle Royal el 13 de octubre de 1991. En Royal Rumble de 1992 entró en el número uno, eliminó a «Million Dollar Man» Ted DiBiase, Jerry Sags y Haku antes de ser eliminado por Ric Flair. Smith nuevamente tuvo una gira por Europa, donde nuevamente ganó una Battle Royal de 15 hombres, en Alemania el 14 de abril de 1992 y en Inglaterra, el 19 de abril, venció a Irwin R. Schyster.
En 1992, debido a esta nueva popularidad, WWF decidió celebrar su triunfo en el Estadio de Wembley en Londres en el PPV Summerslam. El evento principal de la noche fue el enfrentameinto entre el Bulldog y Bret Hart por el campeonato Intercontinental de WWF. El 29 de agosto, en aquel evento, frente a 80.355 de sus compatriotas, Smith gana por primera vez el Campeonato Intercontinental en una lucha que, según muchos expertos, es considerada como la mejor de su carrera. Poco después Smith perdió su título frente a Shawn Michaels el 8 de noviembre en la edición de Saturday Night's Main Event. Más tarde, Smith fue liberado por la empresa. El motivo de su liberación fue que él y Ultimate Warrior estaban recibiendo envíos de hormona de crecimiento humano junto a drogas como cocaína y marihuana, desde una farmacia de Inglaterra. Esto ocasionó su comportamiento más enérgico en la batalla contra Bret Hart y, a largo plazo, su muerte tan repentina y rápida, al igual que la de otros luchadores como Crash Holly o Mr Perfect. Su padre dijo que su fallecimiento se atribuyó también al abuso de esteroides y hormona del crecimiento, junto a algunos analgésicos. The Ultimate Warrior también fue liberado.

### World Championship Wrestling (1993)
Smith tuvo una temporada en WCW en el año 1993, participando en enfrentamiento con Sid Vicious y Big Van Vader a quien desafió por el campeonato mundial pesado de WCW en Slamboree y formó una alianza exitosa con Sting. Él era conocido simplemente como Davey Boy Smith. En 1993 fue presuntamente implicado en un altercado con un hombre en un bar, que estaba molestando a su esposa. Como resultado del altercado (y de las cuestiones jurídicas que le siguieron), WCW lo liberó de su contrato. Su última aparición fue en Battlebowl. Fue asociado con Stev Ray en la primera ronda de Lethal Lottery, perdió frente a Road Warrior Hawk y Rip Rogers. Trabajó para algunas empresas independentes en Gran Bretaña antes de regresar nuevamente a WWF.

### World Wrestling Federation (1994-1997)

#### 1994-1996
Smith regresó a WWF en Summerslam del año 1994, donde de inmediato se involucró en un feudo familiar entre Bret Hart y Owen Hart. Smith trabajó en equipo junto a Bret contra Owen y Neidhart en una lucha de equipos.
Smith apareció también en Survivor Series de ese año en una lucha por eliminación donde se encontraban 10 hombres. Sus socios eran el Campeón Intercontinental de WWF Razor Ramón, 1-2-3 Kid y The Headshrinkers, enfrentándose a los campeones por parejas Shawn Michaels y Diésel, Owen Hart, Jeff Jarrett y Jim Neidhart.
Después de entrar en el Royal Rumble 1995 en segundo lugar, Smith y Shawn Michaels fueron los dos últimos en quedar al final. Smith arrojó a Michaels sobre las cuerdas y celebraba su triunfo. Sin embargo, solo uno de los pies de Michaels golpeó el suelo y pudo volver al ring y eliminar a Smith. Poco después el Bulldog comenzó a trabajar en equipo junto a Lex Luger, siendo conocidos como Allied Powers. El equipo no fue un éxito y lucharon solo en dos eventos. El primero fue en WrestleMania XI fueron derrotados por The Blu Brothers. El segundo se produjo en In Your House donde perdieron ante los campeones mundiales en equipo Owen Hart y Yokozuna en julio. Se suponía que los Allied Powers lucharían en RAW , pero Luger no se presentó, así que Smith tuvo que buscar un sustituto en el entonces campeón de WWF Diésel. Durante la lucha, Smith inesperadamente atacó a Diésel, cambiando a heel.
En In Your House 4 en Winnipeg, Manitoba, Smith recibió una oportunidad para luchar con el campeón Diésel. Smith ganó por descalificación después de que Bret Hart interfiriera. En Survivor Series en Landover, Maryland, Smith participó en una lucha por eliminación de 8 hombres. Él, junto a Shawn Michaels, Ahmed Johnson y Sycho Sid se enfrentaron al Campeón Intercontinental Razor Ramón, Dean Douglas, Owen Hart y Yokozuna. Smith, Michaels y Johnson fueron los supervivientes. En diciembre de 1995, en In Your House 5 se le concedió una nueva oportunidad por el título, enfrentándose esta vez a Bret Hart en una revancha por la lucha de Summerslam 1992; esta vez ganó Bret. Un incidente de esta lucha fue el incontenible sangrado que salía de la cabeza de Hart, hecho controvertido, porque WWF no lo había permitido.
Smith entró el Royal Rumble de 1996, donde quedó entre los cuatro finalistas, antes de ser eliminado por Shawn Michaels. En In Your House 6 perdió ante Yokozuna al haber interferido Vader.
En WrestleMania XII se unió a Vader y Owen Hart para enfrentarse y vencer a Yokozuna Ahmed Johnson y JakeThe Snake Roberts. En In Your House 7 en abril, Smith y Owen derrotaron a Johnson y Roberts, después de que Smith obligara a Roberts a rendirse con un Single Leg Boston Crab

#### 1996-1997
En 1996, Smith se vio envuelto en un feudo con el campeón de WWF, Shawn Michaels. El feudo se basó en declaraciones que dio la esposa de Smith, Diana, que aseguraba haber sido golpeada por Michaels, lo que hizo que Smith se decidiera a luchar por el campeonato de Shawn.
Los dos principales eventos en los que ambos se enfrentaron fueron en In Your House 8, lucha que terminó en empate, lo que llevó a una revancha en King Of The Ring 1996, donde Michaels terminó con el título en sus manos.
Smith más tarde formó un equipo con su cuñado Owen Hart y pronto ambos consiguieron ganar el Campeonato Mundial en Parejas a los Smoking Gunns. El equipo defendió sus títulos contra Doug Furnas y Phil LaFon, Vader y Mankind y The Legion of Doom.
En 1997, WWF creó el Campeonato Europeo, del cual Smith se convirtió en el primer poseedor, ganando un torneo en el cual tuvo que vencer a su compañero Owen Hart en la final. Mantuvo ese título por siete mese antes de perderlo ante Shawn Michaels en WWF One Night Only el 20 de septiembre.
Owen Hart y Smith más tarde se unieron a Bret Hart, Jim Neidhart y Brian Pillman para formar la nueva versión de «Hart Foundation» , un stable Heel que comenzaron con feudo ante Stone Cold y otros luchadores americanos. Esto creó una interesante brecha entre los aficionados americanos, que odiaban a la fundación Hart, y los canadienses y aficionados que veneraban a la Hart Foundation. Más tarde Smith y Owen perdieron los campeonatos en parejas ante Shawn y Stone Cold y perdieron también la oportunidad de recuperarlos (esto por el altercado que tuvieron Bret y Shawn, lo que dio lugar a tomar una licencia para ausentarse de WWF) frente a Dude Love y Stone Cold. Smith entonces comenzó un feudo con Ken Shamrock por el título europeo, pero lo perdió más tarde ante Shawn en el PPV WWF One Night Only. Smith fue reservado para el Maint Event de la noche, defendiendo su campeonato contra Shawn, sin embargo, Vince convenció a Michaels de que debía ganar, ya que no solo daría lugar a una revancha tiempo después ante Bret Hart, sino también a una lucha contra Smith en el próximo PPV que se transmitiría en UK. Smith aceptó a regañadientes. En el evento los aficionados ovacionaron a Smith y expresaron su disgusto al ver ganar a Michaels. Este fue el único momento en que Smith perdió en el Reino Unido en la empresa. Después de lo que aconteció en Survivor Series de 1997, Smith, junto a Neidhart y Bret , se trasladaron a WCW.

### World Championship Wrestling (1998)
Smith se unió a WCW como British Bulldog (WWF le permitió utilizarlo) y de pronto comenzó un feudo ante Steve «Mongo» McMichael. Más tarde formó un equipo junto a Neidhart, pero aparecieron muy pocas veces.Desafiaron a los campeones en parejas de WCW en varias ocasiones, pero nunca lograron ganar el título.
Dave sufrió una lesión en la rodilla en abril de 1998 que le deja ausente por un mes. Sufrió otra lesión, esta vez en la espalda, el 13 de septiembre en Fall Brawl durante una lucha con Neidhart contra los Dancing Fools, Disco Inferno y Alex Wright. En al menos dos ocasiones, Smith aterrizó torpemente en una zona del ring en la que se había instalado una trampilla para que The Ultimate Warrior hiciera una entrada espectacular en el ring la noche del evento. El resultado fue una infección en la columna vertebral que casi paralizó a Smith, por la que estuvo hospitalizado durante seis meses. Durante su recuperación Smith recibió la noticia de que su contrato con WCW había terminado.

### World Wrestling Federation (1999-2000)
Smith regresó a WWF en septiembre de 1999 tras la muerte de Owen Hart en un accidente en el ring. Ajustándose a la empresa, la nueva era «attitude», Smith comenzó a luchar con jeans en lugar de su habitual traje y su tema musical cambió de «Rule, Britannia!» a un remix de ese tema y más tarde a una versión en rock (con perros ladrando al principio). El 7 de septiembre, en una edición de Smackdown! en Albany, Nueva York, Smith derrotó al Big Boss Man ganando el campeonato Hardcore de WWF. Smith perdió el título esa misma noche, cediéndoselo a Al Snow. Smith entonces persiguió el campeonato de WWF, convirtiéndose en Heel y comenzar un feudo con The Rock.
Dave fue parte de una lucha de seis hombres en Unforgiven para conseguir el título, lucha que ganó Triple H, y después perdería un combate ante The Rock en No Mercy.
Smith derrotó a D'Lo Brown por el campeonato Europeo de WWF en SD! el 26 de octubre. Perdió el título ante Val Venis en una triple amenaza en Armageddon el 12 de diciembre en Fort Lauderdale, Florida.
El 6 de mayo de 2000 en Londres, Davey venció a Crash Holly por el campeonato Hardcore. En la penúltima aparición televisada de Smith, Holly logró recuperar su título en New Haven, Connecticut en un programa de SD!. Su último encuentro televisado en WWF fue en Sunday Night HeAT algunas semanas más tarde, cuando irrumpió en el vestuario de Eddie Guerrero y Chyna, acusando a Guerrero (quien era el campeón europeo en ese tiempo) de no tratar el campeonato con el respeto que se merece. Esto llevó a una lucha, en la que ambos fueron descalificados. Fue liberado de la empresa poco después.

## Vida personal
Algunos escritores han afirmado que el segundo nombre de Smith era en realidad «Boy» («Niño»), supuestamente como resultado de que uno de sus padres confundió el campo del segundo nombre en el certificado de nacimiento de Smith con el campo de género. Esto es incorrecto, ya que los padres no completan los certificados de nacimiento británicos y no hay un campo de segundo nombre.
A principios del 2000, se divorció de su esposa Diana, la custodia de sus hijos era compartida. Al mismo tiempo, ingresó a una clínica de rehabilitación de drogas por petición de Vince McMahon, el presidente de la WWF, debido a sus problemas con la receta de analgésicos, aunque no era la única droga que utilizaba. Fue liberado de la WWF poco después.

## Fallecimiento
Smith falleció el 18 de mayo de 2002, después de sufrir un ataque al corazón en Columbia Británica, cuando estaba con su novia Andrea Redding (exesposa de Bruce Hart). Su deceso se produjo por el excesivo consumo de drogas, el estrés y lesiones graves.
Bruce Hart reclamó que «Davey había pagado el precio de sus cocteles de esteroides y hormonas de crecimiento humano».
Antes de su muerte, Smith había tenido la intención de reanudar su carrera , al ver a su hijo Harry (DH Smith) luchar el fin de semana anterior a su ataque.

## Campeonatos y logros
- New England Pro Wrestling Hall of Fame
  - Class of 2014[7]

- Stampede Wrestling
  - NWA Stampede International Tag Team Championship (Calgary version) (2 veces) – con Bruce Hart[8]
  - Stampede British Commonwealth Mid-Heavyweight Championship (1 vez)[9]
  - Stampede Wrestling International Tag Team Championship (2 veces) – con The Dynamite Kid[8]
  - Stampede North American Heavyweight Championship (2 veces)[10]
  - Stampede World Mid-Heavyweight Championship (1 vez)[11]
  - Stampede Wrestling Hall of Fame[12]

- World Wrestling Federation/WWE
  - WWF European Championship (2 veces)
  - WWF Hardcore Championship (2 veces)
  - WWF Intercontinental Championship (1 vez)
  - WWF World Tag Team Championship (2 veces) – con The Dynamite Kid (1) y Owen Hart (1)
  - WWE Hall of Fame (2020)

- Pro Wrestling Illustrated
  - PWI Lucha del año - 1992, vs. Bret Hart (SummerSlam, 31 de agosto de 1992)
  - Situado en el N.º 15 en los PWI 500 de 1993[13]
  - Situado en el N.º 5 dentro de los 100 mejores equipos de la historia - con The Dynamite Kid; PWI Years, 2003[14]

- Wrestling Observer Newsletter awards
  - WON Best Wrestling Maneuver - 1984, Power clean dropkick
  - WON Feud of the Year - 1997, con Bret Hart, Owen Hart, Jim Neidhart y Brian Pillman vs. Stone Cold Steve Austin
  - Tag Team of the Year (1985) con The Dynamite Kid